# 장경작
장경작(1943년 ~ )은 대한민국의 기업인이다. 삼성그룹, 신세계백화점, 조선호텔, 호텔롯데, 현대아산 등 여러 기업을 거침으로써 삼성그룹, 신세계그룹, 롯데그룹, 현대그룹 등과 인연을 맺었다. 이명박 정부 시절 롯데그룹은 이명박의 고려대학교 경영학과 61학번 동기동창 장경작을 호텔롯데 사장으로 발탁했었다. 2016년 7월 제2롯데월드 인허가 과정에서 핵심적 역할을 한 것과 관련하여 검찰로부터 출국금지당했다는 사실이 알려졌다.

## 학력
- 1961년 ~ 1968년: 고려대학교 경영학과 학사
- ~ 1992년: 서울대학교 대학원 석사

## 경력
- 1968년 ~ 1972년: 삼성그룹 비서실
- 1972년: 삼성물산 과장
- 1977년: 신세계백화점 총무부 차장
- 1979년: 신세계백화점 총무부 부장
- 1992년 ~ 1993년: 신세계백화점 부사장
- 1996년: 웨스틴 조선호텔 대표이사 사장
- 2005년 2월 ~ 2010년 3월: 호텔롯데 대표이사 사장
- 2008년: 호텔롯데 총괄사장
- 2009년 2월 ~ 2010년 3월: 호텔롯데 상근고문
- 2010년 3월 ~ 2013년 3월: 현대아산 대표이사 사장